# Алынак, Махмут
Махмут Алынак (род. 1952) — турецкий юрист, писатель и политик курдского происхождения.

## Биография
Окончил юридический факультет Анкарского университета. По результатам всеобщих выборов в Турции, прошедших в 1987 году, был избран членом Великого национального собрания от Карса. Алынак баллотировался от Социал-демократической народной партии Турции. В 1991 году был переизбран, на этот раз он представлял в парламенте Шырнак. Позднее перешёл в демократическую партию. В 1994 году Алынак и ещё пять членов Великого национального собрания были лишены неприкосновенности из-за обвинений в поддержке курдского сепаратизма. В декабре того же года он был приговорён к трёхмесячному тюремному заключению.
В сентябре 1997 года Алынак опубликовал книгу «Şiro’nun Ateşi», сюжет которой был основан на реальных событиях, произошедших в деревне Орманичи, расположенной в районе Гючлюконак провинции Ширнак. Книга была запрещена, в 2005 году ЕСПЧ признал этот запрет нарушением десятой статьи Европейской конвенции по правам человека.
Позднее Алынак был избран председателем партии демократического общества в Карсе, в 2007 году безуспешно баллотировался в парламент как независимый кандидат.
В мае 2007 года Алынак был приговорён к десяти месяцам тюремного заключения, поводом для этого стало высказывание Алынака относительно инцидента в Шемдинли, он заявил, что парламент и генштаб Турции потворствуют контргерилье, укрывая виновных в инциденте. Суд счёл это высказывание нарушением статьи 301.
В 2011 году был арестован по обвинению в связи с курдской организацией Союз общин Курдистана. Содержится в тюрьме Кандыра.